# Olimpiodoro, o Velho
Olimpiodoro, o Velho (em grego:  Ὀλυμπιόδωρος) foi um neoplatonista do século V que ensinou em Alexandria, então parte do Império Bizantino (Império Romano do Oriente). É mais famoso por ser o professor do importante neoplatonista Proclo (412–485), com quem Olimpiodoro queria que sua filha se casasse. Não deve ser confundido com Olímpio, o Diácono, um escritor alexandrino de comentários bíblicos.
Olimpiodoro lecionou sobre Aristóteles com considerável sucesso. Devido à rapidez de sua fala e à dificuldade dos assuntos sobre os quais tratava, era compreendido por muito poucos. Quando suas palestras eram concluídas, Proclo costumava repetir os tópicos tratados nelas para o benefício daqueles alunos que eram mais lentos em captar o significado de seu mestre. Olimpiodoro tinha a reputação de ser um homem eloquente e um pensador profundo. Nada dele chegou até nós de forma escrita.
Ele é chamado de "Olimpiodoro, o Velho" em referências contemporâneas porque havia um filósofo neoplatonista posterior (século VI) também chamado Olimpiodoro (Olimpiodoro, o Jovem) que também ensinava em Alexandria.